# Dieter Strasilla

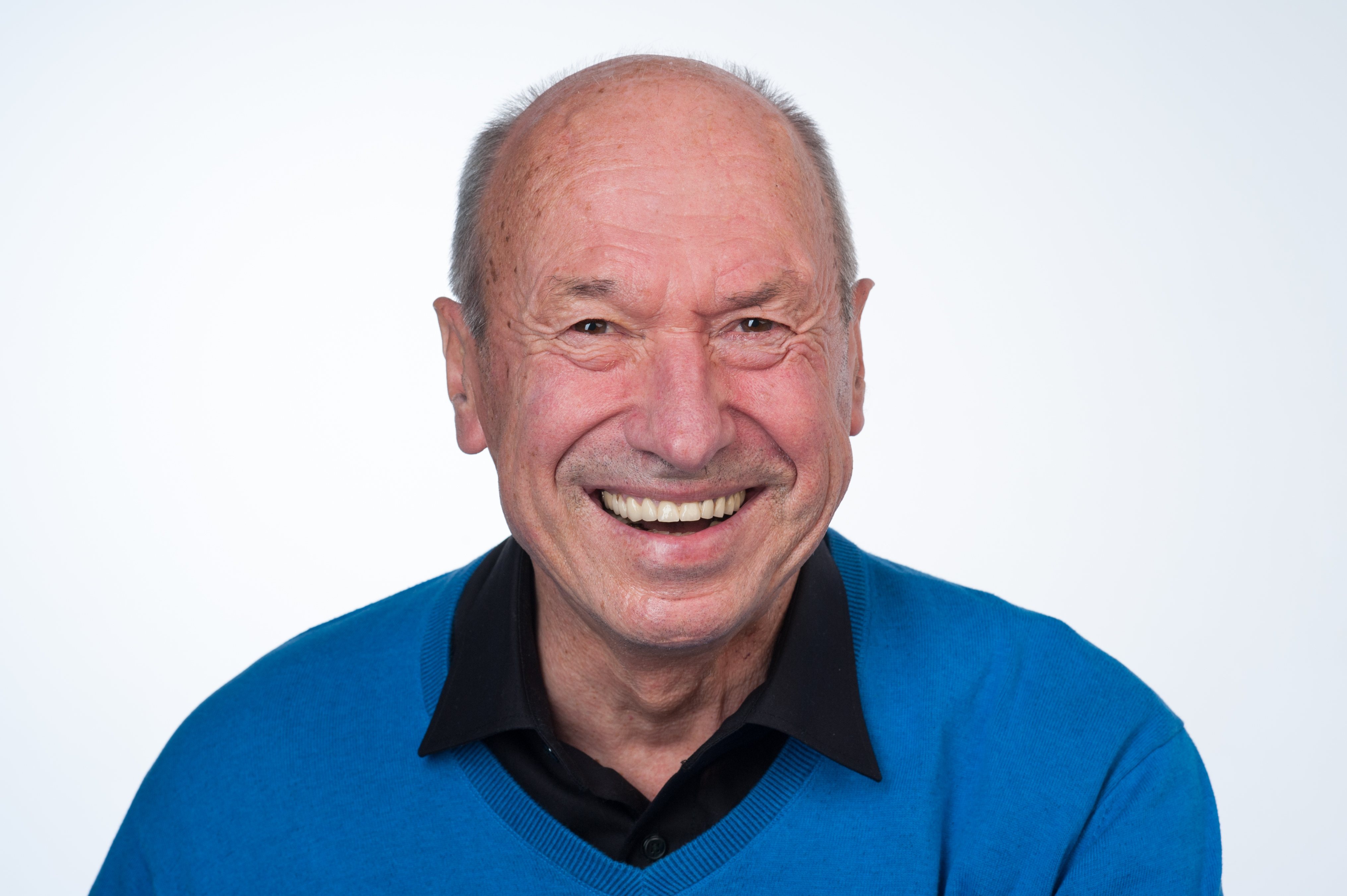
Dieter Strasilla (2014)

Dieter Strasilla (* 26. Juli 1943 in Troppau, Reichsgau Sudetenland, Deutsches Reich) ist ein deutscher Flugpionier und Chemiker.
Auf Grund seines patentierten Skywing-Systems gilt er als „Vater des Gleitschirms“. Zusammen mit seinem Bruder, Udo Strasilla, flog er als erster Mensch vom Jungfraujoch 2676 Meter tief nach Lauterbrunnen mit dem von ihm entwickelten Gleitschirm.

## Leben

### Familiengeschichte
In der Verlagsanstalt Strasilla’s Söhne, Troppau, erschien 1940 das Buch „Vom Vogelflug zum Menschenflug“. Nach dem Krieg und der Aussiedlung kam seine Familie nach Berchtesgaden. Dort hatte er erste Kontakte mit Fallschirmen; seine Mutter war Schneidermeisterin und nähte für den Broterwerb Pyjamas aus „Fallschirmseide“.

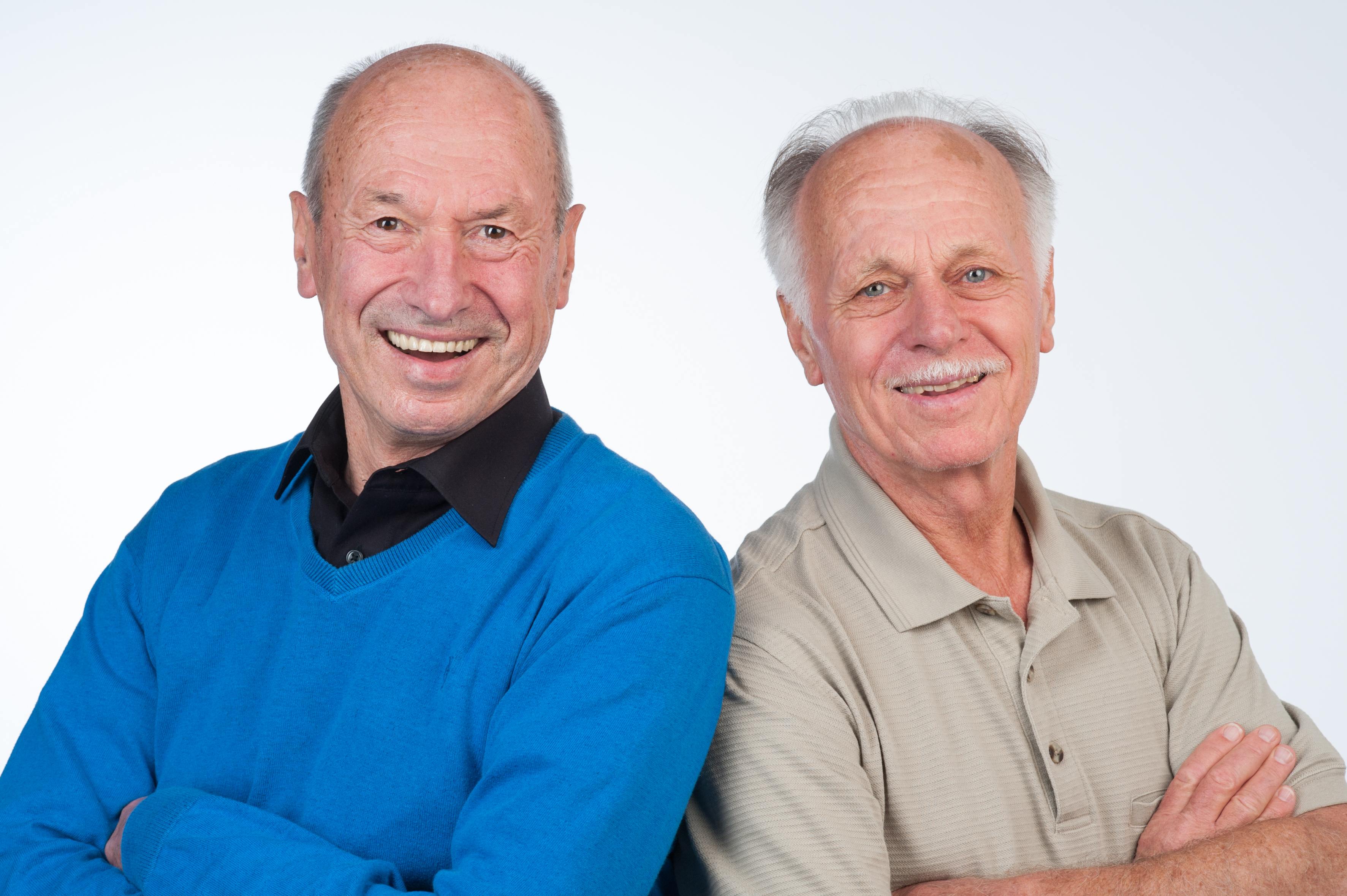
Dieter und Udo Strasilla (rechts)

Udo Strasilla ist von Berchtesgaden aus zum Studium in die USA gegangen. Udo studierte Elektrotechnik, promovierte und arbeitete viele Jahre bei der NASA in der Satellitenforschung. Heute ist er Professor an der San José State University.
Dieter widmete sich der Chemie, promovierte in Freiburg und arbeitete viele Jahre in der Schweiz.
Noch während ihres Aufenthaltes in den USA hatten die beiden an einem neuen Sportgerät getüftelt. Mit Hilfe von modifizierten Fallschirmen entwickelten sie schon in den siebziger Jahren ein Segelsystem, mit dem zu Land, zu Wasser und auf Schnee gesegelt werden kann. Mit ihrem patentierten „Skywing“-System wurde dann auch das Fliegen möglich. Im Interview beim DHV mit Charlie Jöst 2009 verrieten die Brüder einige bisher kaum bekannte Details ihrer Entwicklungsarbeit.

### Jugend
Schon als Kind war Strasilla vom Fliegen und vom Spiel mit dem Wind beim Segeln fasziniert und so baute er Modellflugzeuge. Mit 17 Jahren ging er auf Einladung des Rotary Clubs und Student Councils nach Texas, USA. In der Freizeit wollte er Fallschirmspringen lernen. Leider bekam er als Minderjähriger keine Erlaubnis zum Springen. Er musste am Boden bleiben und so begann er sich mit diversen Experimenten die Zeit zu vertreiben. 1965 erlernte er das Segelfliegen in Freiburg im Breisgau.
Er entwickelte diverse Flächenschirme, mit denen man nicht nur gegen den Wind kreuzen, sondern auch fliegen kann.

### Berufstätigkeit
Beruflich arbeitete Strasilla in Forschung und Entwicklung seit 1977 bei Ciba-Geigy (später Novartis) an diversen Projekten: NMR-Sequenzanalyse von Copolymeren, Papierleimungsmittel, flammhemmende Polymere, Polymere für Haarkosmetika, UV-haertende Klebstoffe, Elektronische Materialien und Slow Release Hormon-Pflaster sowie Nitroderm- und Nicotinell-Pflaster.

### Patente
In den Jahren 1972 bis 1995 arbeitete Strasilla in der Forschung und Entwicklung in Freiburg und Basel an diversen Projekten und meldete zahlreiche Patente in verschiedenen Ländern an. Fünf davon betreffen die Segel- und Flugtechnik.

### Skywing Entwicklung
Nebenberuflich entwickelte Strasilla diverse Flächenschirme, mit denen man nicht nur gegen den Wind kreuzen, sondern auch fliegen kann. Mit einem modifizierten Rundkappenschirm segelte er die Geschwindigkeitsstrecke am Monte Rosa aufwärts. Mit dem patentierten Flächenschirm flog er zusammen mit seinem Bruder als erster Mensch vom Jungfraujoch (3471 m ü M) nach Lauterbrunnen (795 m ü M). Dieser erste Gleitschirm, ein 11-Zeller aus Spinnakerstoff, kann jetzt in der Flugwerft Schleißheim (Außenstelle des Deutschen Museums) in Oberschleißheim besichtigt werden.